# Crkva Presvetog Trojstva u Novom Sarajevu
Za izgradnju župne crkve Presvetog Trojstva u Novom Sarajevu najzaslužniji je nadbiskup Josip Stadler. Uvid u sačuvanu dokumentaciju iz vremena nastanka crkve svjedoči o izvanrednoj upornosti narečenog velikodostojnika, poglavito kad je riječ o prepisci s ondašnjim tijelima vlasti, tj. o namicanju svih potrebnih dopuštenja, i prikupljanju sredstava.  Uz velike napore prečasnoga, koji je osobno priložio najveći novčani iznos, i župljana novoosnovane župe, s gradnjom se počelo 1905., šest godina nakon okružnice u kojoj je nadbiskup izložio svoju ideju.
Rekordnom brzinom, za samo šest mjeseci, završena je vanjska gradnja, a već 12. studenoga 1906. blagoslovljen je križ, iskovan u Sarajevu.
Crkva - duga 39,50 a široka 14,90 metara,  posvećena je 18. studenoga 1906. godine. Nakon završetka građevinskih radova i blagoslova objekta ostalo je urediti interijer. Za to su se pobrinuli sarajevski obrtnici, specijalizirane austrougarske tvrtke, te vrhunski hrvatski umjetnici (slike na oltarima djelo su Otona Ivekovića).
Nutarnji prostor crkve krase tri oltara, propovjedaonica od jasenova drva, kamena krstionica, križni put od terakote i vrijedne slike.   

## Vanjske poveznice
- Obljetnica  Arhivirana inačica izvorne stranice od 5. ožujka 2016. (Wayback Machine)